# Stazione di Racconigi
Stazione di Racconigi vasútállomás Olaszországban, Racconigi településen.

## Vasútvonalak
Az állomást az alábbi vasútvonalak érintik:
- Torino-Fossano-Savona-vasútvonal

## Kapcsolódó állomások
A vasútállomáshoz az alábbi állomások vannak a legközelebb:
- Stazione di Cavallermaggiore (Stazione di Fossano, Line SFM7)
- Stazione di Carmagnola (Stazione di Ciriè, Line SFM7)